# V ефекат
V (фау) ефекат је српска серија из 2024. године. Од 10. фебруара 2024. године премијерно се емитује на Суперстар ТВ.

## Радња
Модерно позориште се припрема за премијеру дуго очекиване представе која је средином 1980-их имала огроман успех. Међутим, како цео ансамбл жељно ишчекује велику ноћ, почињу да добијају анонимне претње.
Да би се случај решио, истрагу почиње Светлана Сорга, искусни инспектор ПУ Београд.
У ноћи премијере, познати глумац умире на сцени док је у оквиру представе изводио сцену самоубиства. 
Док инспекторка Сорга дубље улази у случај, постаје и заинтригирана и застрашена чудним светом иза завеса позоришта. Упркос изазовима са којима се суочава, Сорга је одлучна да открије истину и утврди да ли је глумчева смрт била несрећа, самоубиство или убиство...

## Улоге
| Глумац               | Улога                             |
| -------------------- | --------------------------------- |
| Милица Јаневски      | инспекторка Светлана Сорга        |
| Радован Вујовић      | пуковник Милан Жарковић           |
| Павле Менсур         | Коста Лутовац                     |
| Јована Гавриловић    | Дарија Јаношевић                  |
| Радоје Чупић         | Пејак                             |
| Дубравка Ковјанић    | Кристина "Тина" Малешевић         |
| Петар Бенчина        | Љуба Давидовић                    |
| Милош Ђорђевић       | Драган Предић                     |
| Гордан Кичић         | Владан Видовић                    |
| Воја Брајовић        | Мирослав Видовић                  |
| Изудин Бајровић      | Светланин отац                    |
| Бојана Стефановић    | Радмила "Рада", инспицијенткиња   |
| Милица Трифуновић    | Верица Давидовић                  |
| Младен Андрејевић    | Пауновић                          |
| Александар Срећковић | Славиша Соколовић                 |
| Милица Михајловић    | Перка Соколовић                   |
| Нада Шаргин          | Надежда Видовић                   |
| Анђелика Симић       | Горица Марчетић                   |
| Јелена Ђокић         | Весна Видовић                     |
| Невена Неранџић      | Драгана Соколовић                 |
| Бранка Шелић         | Ирена секретарица                 |
| Александра Плескоњић | старица Јадранка                  |
| Јелена Илић          | Богдана Зајц                      |
| Дубравко Јовановић   | Мата гардеробер                   |
| Игор Боројевић       | Божа реквизитер                   |
| Катарина Гојковић    | Милена Лутовац                    |
| Марко Јањић          | Матија Сорга, Светланин брат      |
| Ненад Хераковић      | инспектор Дамјан Перовић          |
| Ивана Николић        | Соња Машић                        |
| Данило Бјелица       | доктор                            |
| Катарина Живковић    | млада глумица                     |
| Нађа Ристић          | млада глумица                     |
| Михајло Јовановић    | млади глумац                      |
| Светозар Бабић       | млади глумац                      |
| Милица Станојевић    | медицинска сестра                 |
| Оливера Гуцонић      | медицинска сестра                 |
| Мирко Марковић       | техничар - видео надзор у болници |
| Миодраг Крстовић     | генерал Драшко Жарковић           |

## Епизоде
| Бр. еп. (укупно) | Бр. еп. (у сезони) | Наслов                              | Редитељ        | Сценариста                          | Премијера         |
| --- | ------------------ | ----------------------------------- | -------------- | ----------------------------------- | ----------------- |
| 1 | 1                  | Шта се дешава кад се спусти завеса? | Гордан Кичић   | Ђорђе Милосављевић и Маја Тодоровић | 10. фебруар 2024. |
| V (фау) ефекат нас води у Савремени театар у којем су у току припреме за дугоочекивану премијеру комада Случај Бертолда Б. На премијеру стижу све важне званице, новинари критичари, али и министар културе чији син Владан игра главну улогу. Представа се одиграва успешно и громогласан аплауз се проломи салом, а онда настаје мук. Владан, главни глумац је мртав. Убиство или самоубиство? Многи у позоришту су уплашени. Многи су имали разлога да га убију. |                    |                                     |                |                                     |                   |
| 2 | 2                  | Да ли се Владан убио или не?        | Ђорђе Марковић | Ђорђе Милосављевић и Маја Тодоровић | 11. фебруар 2024. |
| Води се истрага о убиству Владана Видовића на позоришној сцени. Истрагу предводи Светлана, полицијски инспектор и Жарковић, приватни инспектор Владановог оца, који је некада радио за тајну службу. Неко са маском је у позоришту, лута по подруму и непоколебљив је да убије.? |                    |                                     |                |                                     |                   |
| 3 | 3                  | Ко је следећа звезда, а ко жртва?   | Ђорђе Марковић | Ђорђе Милосављевић и Маја Тодоровић | 17. фебруар 2024. |
| Позоришту су потребне промене са новом главном звездом позоришта. Ко ће бити следећа нова звезда после Владанове смрти? Многи глумци и запослени играју игрице са истражитељима. Чини се да све није на свом месту. Дешава се још једно убиство... |                    |                                     |                |                                     |                   |
| 4 | 4                  | Тајне испод сцене излазе на видело  | Ђорђе Марковић | Ђорђе Милосављевић и Маја Тодоровић | 18. фебруар 2024. |
| Владају напети односи у позоришту. Многе тајне крију се испод сцене. Неке скривене особе и њихове тајне излазе на видело. Светлана и Жарковић испитују запослене у позоришту једног по једног како би дошли до истине. Светлана се сукобљава са маскираним убицом. |                    |                                     |                |                                     |                   |
| 5 | 5                  |                                     | Ђорђе Марковић | Ђорђе Милосављевић и Маја Тодоровић | 24. фебруар 2024. |
| Светлана има брата, полицајца, и оца, бившег полицајца. Она живи са њима. Она је код куће, али треба да буде чврста на послу. Афера је на помолу. Али ускоро ће се десити још један смртни случај. |                    |                                     |                |                                     |                   |
| 6 | 6                  |                                     | Гордан Кичић   | Ђорђе Милосављевић и Маја Тодоровић | 25. фебруар 2024. |
| Љубав је на помолу између два млада пара. Љубав или амбиција? Појављују се први проблеми у вези. Тајна дама из подрума је мистерија за све. |                    |                                     |                |                                     |                   |
| 7 | 7                  |                                     | Гордан Кичић   | Ђорђе Милосављевић и Маја Тодоровић | 2. март 2024.     |
| Брат и отац Светлану упозоравају да се повуче из случаја. Млади голубови се свађају. Светлана упознаје некога ко јој је драг. Она схвата ужасну истину. |                    |                                     |                |                                     |                   |
| 8 | 8                  |                                     | Гордан Кичић   | Ђорђе Милосављевић и Маја Тодоровић | 3. март 2024.     |
| Светлана се сада бори против зла и убице лицем у лице. Позориште се смирило, изгледа да су се сви вратили у нормалу. Али за неке од њих освета није готова. |                    |                                     |                |                                     |                   |